# Riffort

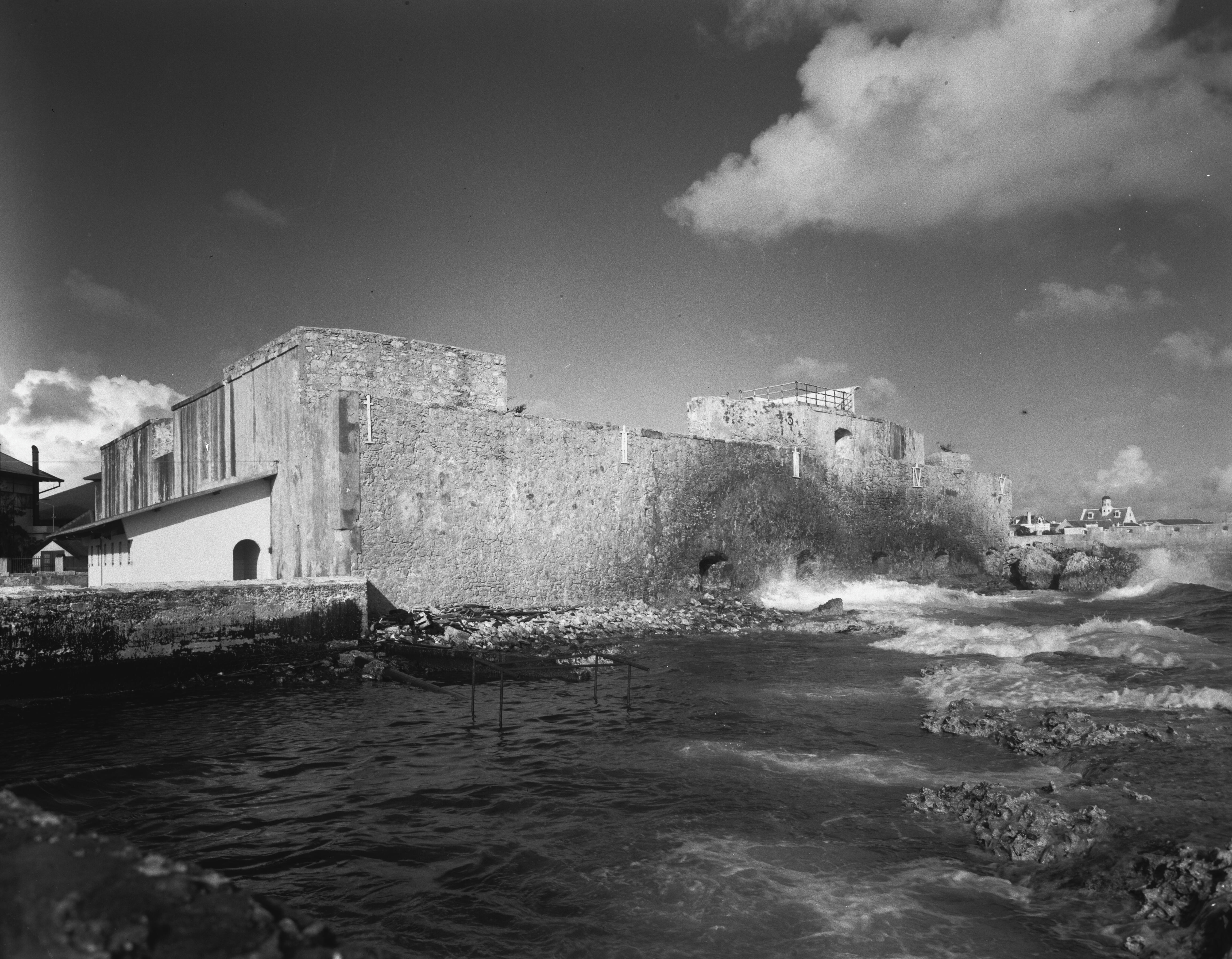
Het Riffort in 1954

Riffort is een van de acht forten op het eiland Curaçao en staat ten westen van de ingang van de Sint Annabaai.
In 1824 werd luitenant-generaal Krayenhoff door koning Willem I aangewezen om de verouderde en vervallen verdedigingswerken op Curaçao te verbeteren. In opdracht van Krayenhoff werd in 1828 begonnen met de bouw van het Riffort en het Waterfort. De oplevering vond plaats op 29 december 1829. De bouw van de forten had niet alleen een militair doel, maar zorgde ook voor werkverschaffing op het arme eiland.
Het volledig bomvrije fort bewaakte de ingang van de Sint Annabaai en de randen van Otrabanda. Samen met het Waterfort kon de ingang van de haven volledig worden gecontroleerd, waarmee Fort Amsterdam zijn functie min of meer verloor. Het Riffort beschikte over 56 kanonnen. Naast het fort stond een bomvrije ruimte waarin de ketting werd bewaard waarmee de ingang van de baai binnen 12 minuten kon worden afgesloten.

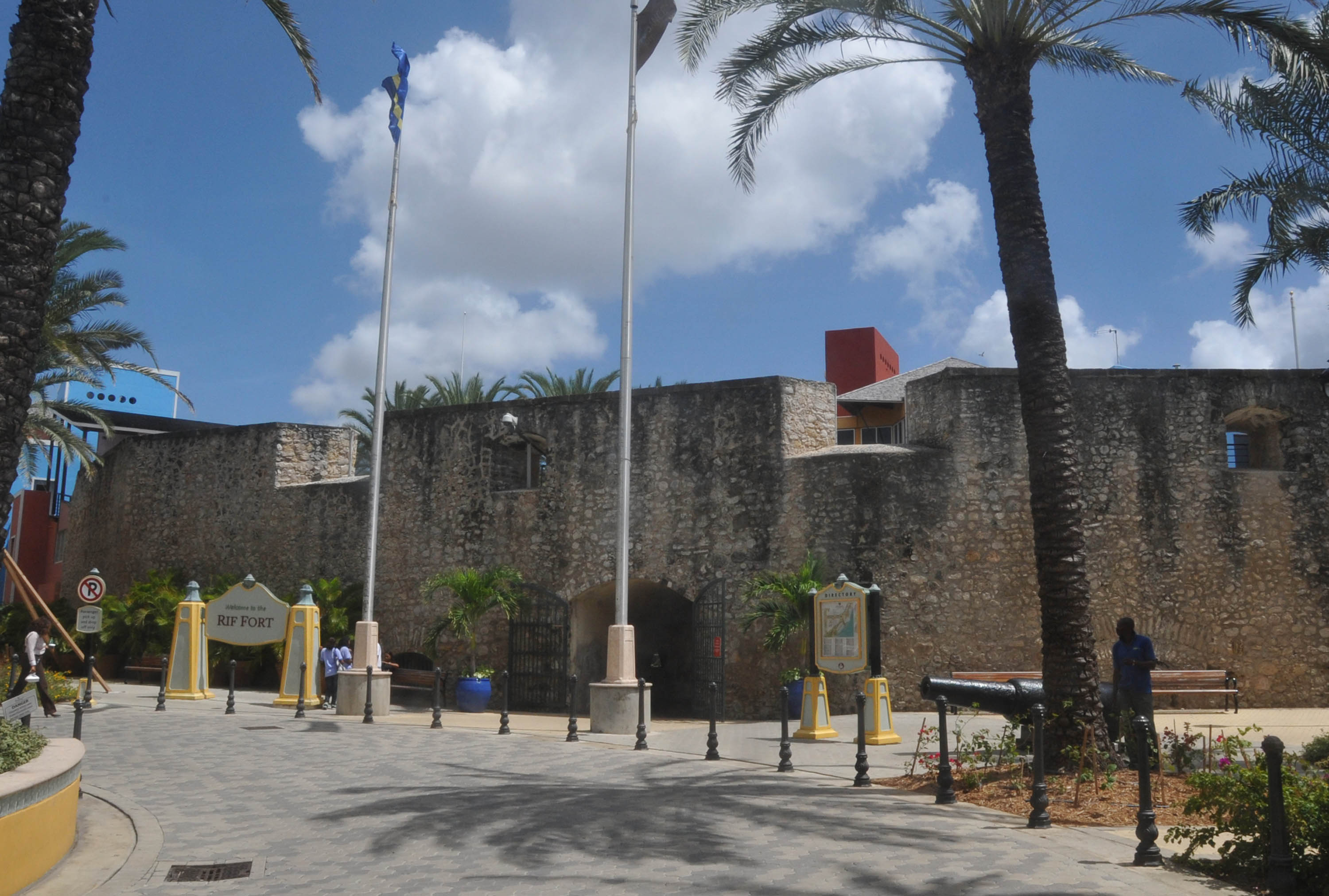
Riffort anno 2012, na herbestemming als Renaissance Mall & Casino

Nadat het fort in de loop van de 20e eeuw zijn militaire betekenis had verloren, heeft het nog dienst gedaan als overheidsgebouw en politiebureau. Later is er een winkelcentrum, Renaissance Mall & Casino, in gevestigd.
Het fort behoort tot het Werelderfgoed van UNESCO als onderdeel van Historisch deel van Willemstad, binnenstad en haven, Curaçao.
Fort Amsterdam - Fort Beekenburg - Fort Sint Michiel - Fort Nassau - Fort Piscadera - Riffort - Fort Waakzaamheid - Waterfort